# Liste der Biografien/Gril
Liste der Biografien |
Portal Biografien |
Personensuche
# |
A |
B |
C |
D |
E |
F |
G |
H |
I |
J |
K |
L |
M |
N |
O |
P |
Q |
R |
S |
T |
U |
V |
W |
X |
Y |
Z |
?
 
Ga |
Gb |
Gc |
Gd |
Ge |
Gf |
Gh |
Gi |
Gj |
Gk |
Gl |
Gm |
Gn |
Go |
Gp |
Gq |
Gr |
Gs |
Gu |
Gv |
Gw |
Gy |
Gz
 
Gra |
Grb–Grd |
Gre |
Grg |
Gri |
Grj |
Grk |
Grl |
Grm |
Gro |
Grs |
Gru |
Gry |
Grz
 
Gria |
Grib |
Gric |
Grid |
Grie |
Grif |
Grig |
Grij |
Grik |
Gril |
Grim |
Grin |
Grio |
Grip |
Gris |
Grit |
Griv |
Griw |
Grix |
Griz
Die Liste der Biografien führt alle Personen auf, die in der deutschsprachigen Wikipedia einen Artikel haben. Dieses ist eine Teilliste mit 119 Einträgen von Personen, deren Namen mit den Buchstaben „Gril“ beginnt.

## Gril

### Grilc
- Grilc, Gregor (* 1970), slowenischer Skirennläufer
- Grilc, Marko (1983–2021), slowenischer Snowboarder
- Grilc, Raimund (* 1950), österreichischer Politiker (ÖVP), Abgeordneter zum Kärntner Landtag

### Grile
- Grilenzoni, Giovanni (1796–1868), italienischer Politiker, Unternehmer und Republikaner

### Grili
- Griliches, Zvi (1930–1999), US-amerikanischer Ökonom
- Grilio, Giovanni Pietro del († 1561), Schweizer Architekt der Manierismus

### Grilj
- Grilj, Matjaž (1954–2020), slowenisch-österreichischer Regisseur und Künstler

### Grill
- Grill Prieto, Luis (1923–2011), argentinisch-chilenischer Fußballtrainer
- Grill, Alexander (1938–2009), österreichischer Schauspieler
- Grill, Andrea (* 1975), österreichische Schriftstellerin, Biologin und ÜbersetzerinAndrea Grill (* 1975)

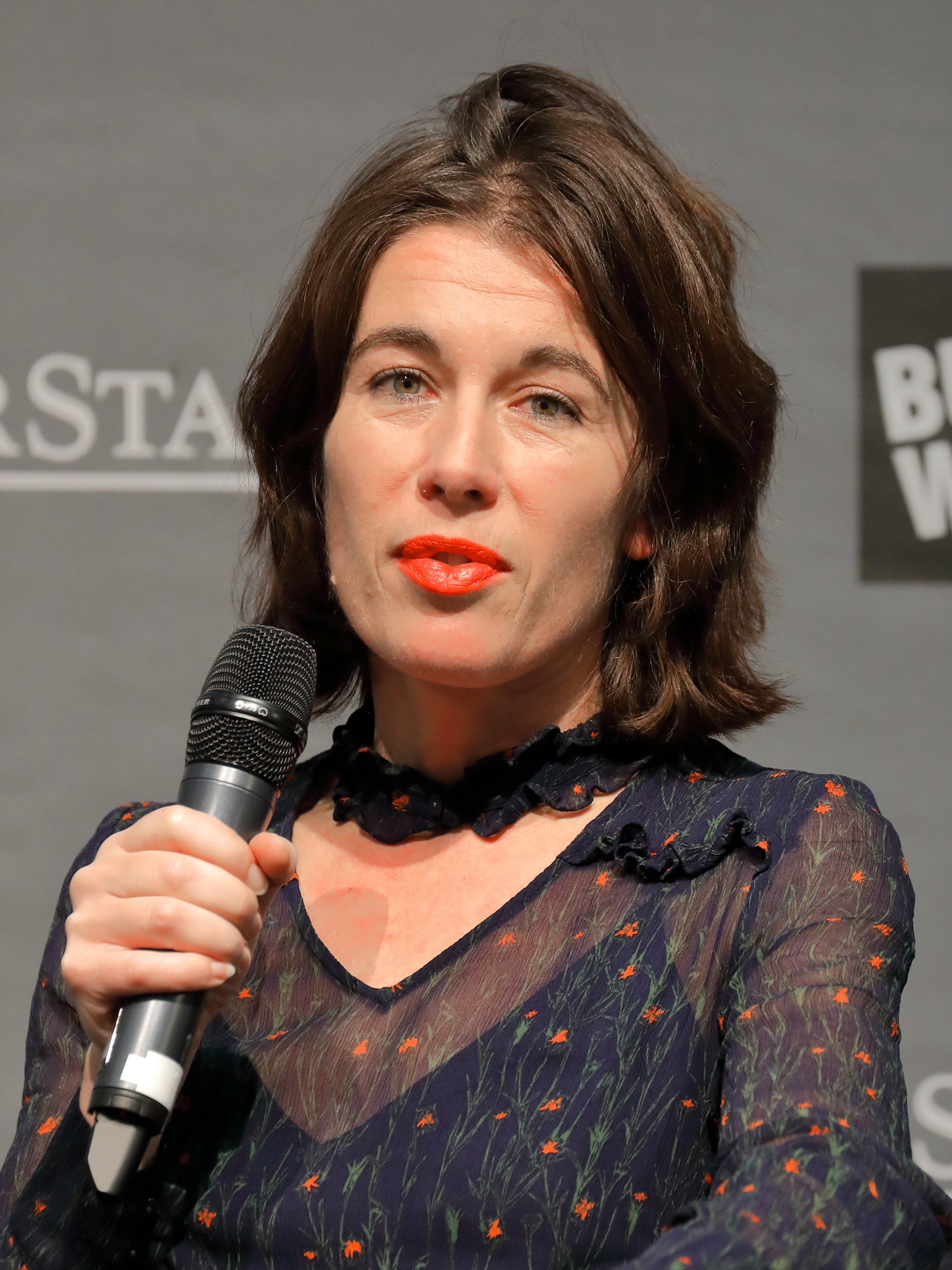
Andrea Grill (* 1975)

- Grill, Annika (* 1994), österreichische Miss Austria 2015
- Grill, Bartholomäus (* 1954), deutscher Journalist und Afrika-Experte
- Grill, Bernhard (* 1961), deutscher Ingenieur, Mitentwickler des MP3-Formats
- Grill, Bryan (* 1965), Spezialeffektkünstler
- Grill, Eva, deutsche Wissenschaftlerin und Hochschullehrerin
- Grill, Evelyn (1942–2024), österreichische Schriftstellerin
- Grill, Franz († 1792), österreichischer Komponist
- Grill, Georg II. († 1638), österreichischer Zisterzienser
- Grill, Gerhard (1936–2014), deutscher Handballspieler
- Grill, Gertrude (1904–1988), österreichische Politikerin
- Grill, Harald (* 1951), deutscher Schriftsteller
- Grill, Heinz (1909–1983), österreichischer Historiker, Archivar und Schriftsteller
- Grill, Ingrid (* 1965), deutsche Fußballspielerin
- Grill, Isabelle (* 1997), schwedische Schauspielerin
- Grill, Johann (1835–1917), deutscher Bergsteiger und Bergführer
- Grill, Julius (1840–1930), deutscher evangelischer Theologe, Indologe und Religionswissenschaftler
- Grill, Kurt-Dieter (* 1943), deutscher Politiker (CDU), MdL, MdB
- Grill, Lennart (* 1999), deutscher FußballtorhüterLennart Grill (* 1999)

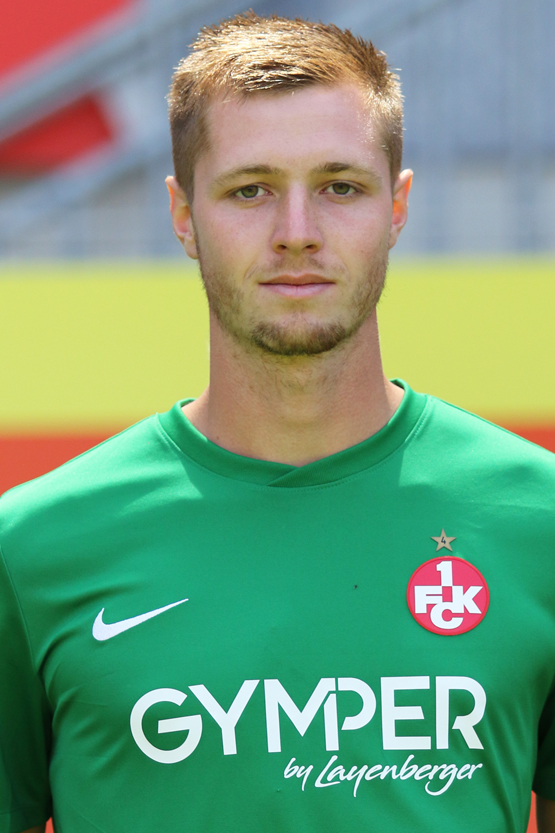
Lennart Grill (* 1999)

- Grill, Leonhard (* 1970), österreichischer Experimentalphysiker
- Grill, Leopold (1903–1987), österreichischer Zisterzienser und Ordenshistoriker
- Grill, Lisa (* 2000), österreichische Skirennläuferin
- Grill, Lukas (* 1991), österreichischer Fußballspieler
- Grill, Markus (* 1968), deutscher Journalist
- Grill, Martha (* 1912), jugoslawiendeutsche Autorin und Germanistin
- Grill, Maximilian (* 1976), deutscher Schauspieler
- Grill, Michael (* 1955), deutscher Kirchenmusiker und Komponist
- Grill, Oswald (1878–1964), österreichischer Maler
- Grill, Paul (* 1979), deutscher Schauspieler
- Grill, Petra (* 1972), deutsche Schriftstellerin
- Grill, Roman (* 1966), deutscher Fußballspieler und Funktionär
- Grill, Rudolf (1910–1987), österreichischer Geologe, Paläontologe und Stratigraph
- Grill, Severin (1893–1975), österreichischer Zisterzienser und Theologe
- Grill, Sophie (* 1999), österreichische Fallschirmspringerin und Skirennläuferin
- Grill, Stephan (* 1974), deutscher Biophysiker
- Grill, Theodor (1902–1986), österreichischer Politiker
- Grill, Werner (1920–2014), deutscher Chirurg
- Grill, William (* 1990), britischer Illustrator und Kinderbuchautor
- Grill, Willy (1883–1957), deutscher Bühnen- und Filmschauspieler
- Grill-Spector, Kalanit, israelische Psychologin und Hochschullehrerin
- Grillaert, Frank (1946–2023), belgischer Leichtathlet
- Grillandi, Massimo (1921–1987), italienischer Autor, Journalist, Dichter und literarischer Übersetzer
- Grillari, Johannes (* 1969), österreichischer Traumatologe
- Grille, Arndt (* 1920), deutscher Fußballspieler
- Grille, Dietrich (1935–2011), deutscher Politikwissenschaftler und Historiker
- Grille, Hugo (1870–1962), deutscher Richter und Verwaltungsjurist
- Grille, Ursula (1942–2002), deutsche Sozialarbeiterin und Politikerin (CSU)
- Grillemeier, Gregor (* 1959), deutscher Fußballspieler und -trainer
- Grillenberger, Christian (1941–1998), deutscher Mathematiker und Physiker
- Grillenberger, Johann (* 1939), österreichischer Politiker (SPÖ), Mitglied des Bundesrates
- Grillenberger, Karl (1848–1897), deutscher Arbeiterführer und Politiker (SPD), MdR
- Griller, Stefan (* 1956), österreichischer Jurist
- Grillet Aubert, Jade (* 1997), französische Freestyle-Skisportlerin und Skirennläuferin
- Grillet, Jean-Louis (1756–1812), savoyischer Geistlicher und Historiker
- Grillet, Pierre (1932–2018), französischer Fußballspieler
- Grillet, René, französischer Uhrmacher
- Grillfors, Daniel (* 1982), schwedischer Eishockeyspieler
- Grillhösl, Christoph (* 1978), deutscher Skispringer
- Grilli Rossi, Giambattista (1768–1837), italienischer Dichter und Schriftsteller
- Grilli, Giovanni (1847–1913), Schweizer Bauingenieur
- Grilli, Rodrigo Antônio (* 1979), brasilianischer Tennisspieler
- Grilli, Vittorio (* 1957), italienischer Ökonom und Finanzminister
- Grilling, Richard, deutscher Fußballspieler
- Grillini, Franco (* 1955), italienischer Politiker, Journalist, Psychologe und Autor
- Grillitsch, Florian (* 1995), österreichischer FußballspielerFlorian Grillitsch (* 1995)

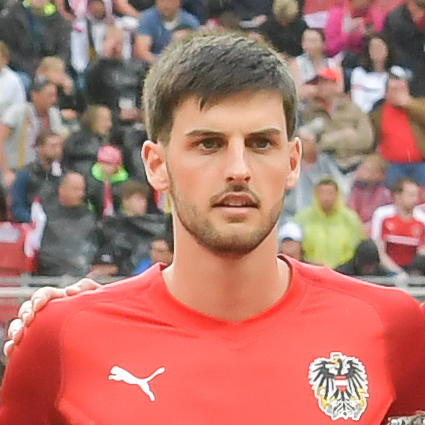
Florian Grillitsch (* 1995)

- Grillitsch, Fritz (1929–2011), österreichischer Landwirt, Gastwirt und Politiker (ÖVP), Landtagsabgeordneter der Steiermark
- Grillitsch, Fritz (* 1959), österreichischer Landwirt und Politiker (ÖVP), Nationalratsabgeordneter und Bundesrat
- Grillmaster Flash, deutscher Rockmusiker
- Grillmeier, Alois (1910–1998), deutscher römisch-katholischer Theologe und Jesuit
- Grillmeier, Roland (* 1971), deutscher Kommunalpolitiker (CSU)
- Grillmeyer, Siegfried (* 1969), Geisteswissenschaftler
- Grillner, Sten (* 1941), schwedischer Neurowissenschaftler
- Grillo Borromeo, Clelia (1684–1777), italienische Adlige
- Grillo Pérez, Graciela (1915–2010), kubanische Jazzsängerin
- Grillo, Andrea (* 1961), italienischer römisch-katholischer Theologe
- Grillo, Angelo (1557–1629), italienischer Dichter
- Grillo, Beppe (* 1948), italienischer Komiker, Schauspieler und Politiker
- Grillo, Beppe (* 2003), maltesischer Sprinter
- Grillo, Chuck (* 1939), US-amerikanischer Eishockeyfunktionär
- Grillo, Ernesto (1929–1998), argentinischer Fußballspieler
- Grillo, Fabrizio (* 1987), italienischer Fußballspieler
- Grillo, Fausto (* 1993), argentinischer Fußballspieler
- Grillo, Fernando (1945–2013), italienischer Kontrabassist und Komponist
- Grillo, Frank (* 1965), US-amerikanischer SchauspielerFrank Grillo (* 1965)

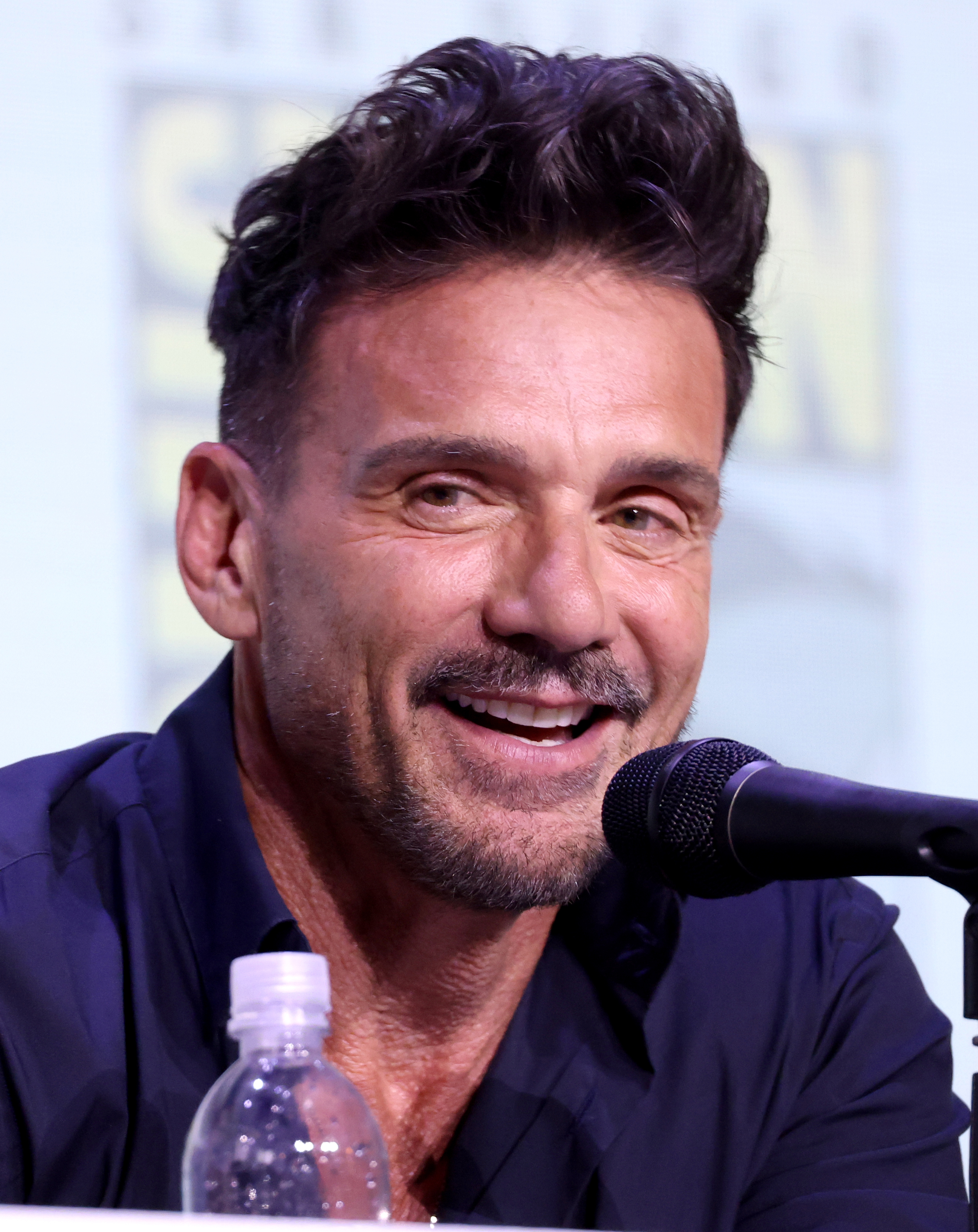
Frank Grillo (* 1965)

- Grillo, Friedrich (1825–1888), deutscher Unternehmer und Industrieller
- Grillo, Gabriela (1952–2024), deutsche Unternehmerin und Dressurreiterin
- Grillo, Giovanni Battista († 1622), italienischer Komponist
- Grillo, Girolamo (1930–2016), italienischer Geistlicher, römisch-katholischer Bischof von Civitavecchia-Tarquinia
- Grillo, Heinrich (1875–1941), deutscher Landrat
- Grillo, Julius (1849–1911), deutscher Unternehmer, Vorstand der Grillo-Werke
- Grillo, Luca (* 1970), italienischer Klassischer Philologe
- Grillo, Michael, Filmproduzent
- Grillo, Paride (* 1982), italienischer Radrennfahrer
- Grillo, Romina (* 1984), italienische Architektin und Dozentin
- Grillo, Sana (* 2000), maltesische Stabhochspringerin
- Grillo, Ulrich (* 1959), deutscher Unternehmer
- Grillo, Vincenzo (* 1973), italienischer Physiker
- Grillo, Wilhelm (1793–1827), deutscher Unternehmer
- Grillo, Wilhelm Theodor (1819–1889), deutscher Unternehmer
- Grillo-Cattaneo, Niccolò Leonardo (1755–1834), italienischer geistlicher Dichter
- Grillon, André (1921–2003), französischer Fußballspieler und -trainer
- Grillon, Edme Jean Louis (1786–1854), französischer Architekt
- Grillon, Kenji (* 1989), französischer Karateka
- Grillot, François (1955–2021), französischer Jazzmusiker (Bass)
- Grillot, Jean-Joseph (1708–1765), französischer Theologe
- Grillot, Rémy (1766–1813), französischer General der Infanterie
- Grillparzer, Franz (1791–1872), österreichischer SchriftstellerFranz Grillparzer (1791–1872)

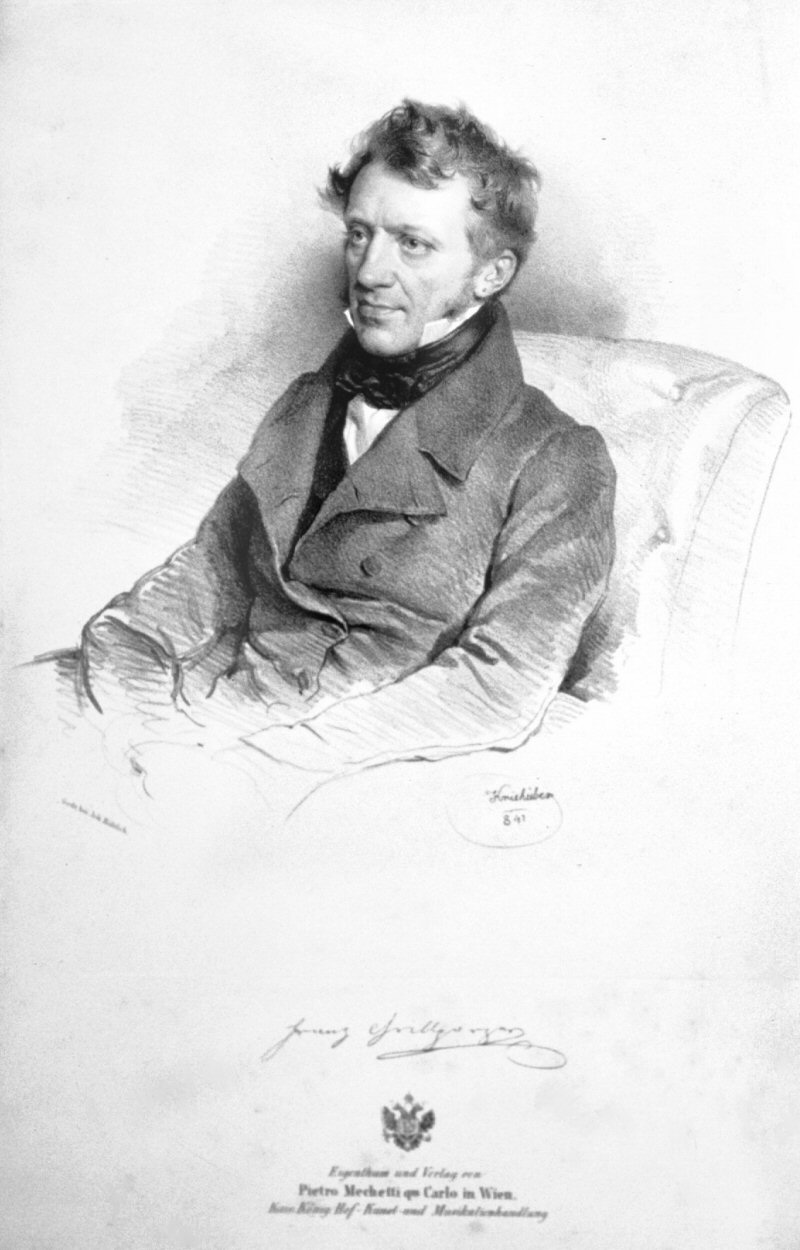
Franz Grillparzer (1791–1872)

- Grillparzer, Marion (* 1961), deutsche Ökotrophologin, Journalistin und Autorin im Bereich Gesundheit und Ernährung
- Grills, Leo (1928–2007), australischer Schauspieler

### Grilo
- Grilo, João Mário (* 1958), portugiesischer Filmregisseur